# Dan Puric
Dan Puric (n. 12 februarie 1959, Buzău, România) este un actor, eseist, autor și regizor de teatru român și militant politic de extrema dreaptă. Spectacolele sale - Toujours l'amour, Made in Romania, Costumele, Don Quijote - au fost reprezentate în mai multe țări. În film, a jucat rolul principal în coproducția româno-sârbă Broken Youth, iar spectacolele sale de pantomimă au fost transmise de televiziunile: BBC Belfast Royal College, 3SAT Frankfurt și RTL Luxemburg. A mai jucat în filme pentru televiziunea publică din Lausanne, Elveția. 

## Biografie
Este fiul medicilor Ioan și Lorica-Victoria Puric, care lucrau la Spitalul din Nehoiu

### Studii
- 1978 - bacalaureat al Liceului de Arte Plastice „Nicolae Tonitza” din București
- 1985 - absolvent al Institutului de Artă Teatrală și Cinematografică „I.L. Caragiale”, București, clasa Prof. Univ. Dr. Dem Rădulescu
- 1985-1988 - actor, Teatrul „Mihai Eminescu”, Botoșani
- 1988 - 1 decembrie 2019 [8]- actor, Teatrul Național „I.L. Caragiale”, București

## Teatru

### Roluri principale
| An   | Rol                              | Piesă de teatru                                           | Regia               | Detalii                                |
| ---- | -------------------------------- | --------------------------------------------------------- | ------------------- | -------------------------------------- |
| 2023 | Dl. Posket                       | Secretul familiei Posket                                  | Dan Tudor           |                                        |
| 2022 | Spirache                         | Titanic Vals                                              | Dan Tudor           |                                        |
| 2015 | Zmeul                            | Înșir'te mărgărite după Victor Eftimiu                    | Dan Puric           | versiunea scenică Dan Puric            |
| 2013 | Suflet românesc                  | Suflet românesc                                           | Dan Puric           | scenariu propriu, one-man show         |
| 2009 | Semion Semionovici Podsekalnikov | Sinucigașul de Nikolai Erdman                             | Felix Alexa         | Teatrul Național din București         |
| 2007 |                                  | Cam târziu, domnule Godot ! de Doru Moțoc                 | Mihai Lungeanu      | adaptare radiofonică de Mihai Lungeanu |
| 2006 | Ion Anapoda                      | Idolul și Ion Anapoda de G. M. Zamfirescu                 | Ion Cojar           |                                        |
| 2005 | Don Quijote                      | Don Quijote după Miguel de Cervantes                      | Dan Puric           | scenariu propriu                       |
| 2005 | Vis                              | Vis                                                       | Dan Puric           | scenariu propriu, one-man show         |
| 2003 | Agamiță Dandanache               | O scrisoare pierdută de I.L. Caragiale                    | Grigore Gonța       |                                        |
| 2002 | Rică Venturiano                  | O noapte furtunoasă de I.L. Caragiale                     | Felix Alexa         |                                        |
| 2002 | Revizorul                        | Revizorul de Nikolai Vasilievici Gogol                    | Serghei Cerkasski   |                                        |
| 2001 | Arlechino                        | Jocul dragostei și al întâmplării de Pierre de Marivaux   | Felix Alexa         |                                        |
| 2000 | Eminescu                         | Și mai potoliți-l pe Eminescu de Cristian Tiberiu Popescu | Grigore Gonța       |                                        |
| 2000 | Brânzovenescu                    | O scrisoare pierdută de I.L. Caragiale                    | Alexandru Tocilescu |                                        |
| 1997 | Vagabondul                       | Omul care a văzut moartea de Victor Eftimiu               | Mihai Manolescu     |                                        |
| 1996 | Locotenent Davis Wills           | De partea cui ești ? de Ronald Harwood                    | Radu Beligan        |                                        |
| 1994 | Doctor Sanderson                 | Harvey de Mary Chase                                      | Tudor Mărăscu       |                                        |
| 1993 | Jack Absolutul                   | Rivalii de Richard Sheridan                               | Horea Popescu       |                                        |
| 1992 | Urmuz                            | Urmuz                                                     | Cătălina Buzoianu   | one-man show                           |
| 1991 | Jocul                            | Jocul de Traian Ailenei                                   | Traian Ailenei      | one-man show                           |
| 1991 | Radu                             | Cruciada copiilor de Lucian Blaga                         | Laurian Oniga       |                                        |
| 1991 | Evelpides                        | Păsările de Aristofan                                     | Niky Wolcz          |                                        |
| 1991 | Sir Andrew Aguecheek             | Noaptea regilor de William Shakespeare                    | Andrei Șerban       |                                        |
| 1987 | Truffaldino                      | Slugă la doi stăpâni de Carlo Goldoni                     | Laurian Oniga       |                                        |

### Regie
- Înșir'te mărgărite după Victor Eftimiu, Teatrul Național „I.L. Caragiale”, București, (2015)
- Suflet românesc, Teatrul de pe Lipscani - Sala "Rapsodia", (2013)
- Vis, Teatrul Național „I.L. Caragiale”, București, (2005)
- Don Quijote, Teatrul Național „I.L. Caragiale”, București, (2005)
- Cei 150, Teatrul Național „I.L. Caragiale”, București, (2003)
- Hic sunt leones, Teatrul Național „I.L. Caragiale”, București, (2002)
- Made în România la Centrul Cultural European din București, (2001)
- Costumele la Teatrul Constantin "Nottara", București, (1999)
- Toujours l'amour, Teatrul Național „I.L. Caragiale”, București, (1997)
- Pantomimia, Teatrul Național „I. L. Caragiale”, București (1993)
- Secvențe - spectacol de pantomimă și dans la Teatrul „Mihai Eminescu” din Botoșani

### Turnee internaționale
- Cu trupa Teatrului Național din București: Paris, Milano, Edinburgh, Hallein (Austria), São Paulo;
- cu Pantomimia: Lille, Győr, Skopje, Cairo;
- cu Toujours l'amour - Viena, Leipzig, Budapesta, Sofia, Lisabona (Ultima expoziție mondială a secolului), Veneția, St. Croix (Insulele Virgine Americane), Montreal, Toronto, Chicago, New York, Paris, Nisa, Marsilia, Madrid, El Escurial, Varșovia, Republica Coreea (Suwon Hwasung Fortress International Festival), Londra (The Gate Festival)
- Turnee cu „Costumele": Polonia - Torun, Ungaria - Budapesta, Croația - Zagreb, Elveția - Zürich (Festival european de teatru), Bulgaria, Bosnia, Grecia, Franța - Marsilia, Germania - Hanovra, Slovacia - Bratislava.
- Turnee cu „Made în România": Franța - Festivalul de teatru de la Grenoble, Germania - Ulm, Butrinti, Albania - Festivalul Internațional de Teatru
- Turnee cu „Hic sunt leones": China - Beijing și Qingdao, 2004, Hanovra - Expo 2000
- Turnee cu „Vis": Germania - Oldenburg, Frankfurt, Freiburg, Koln, Berlin, Irlanda - Festivalul de Teatru de la Belfast, S.U.A. - Chicago, Franta - Marsilia, Paris (Sala UNESCO), Sete, Norvegia: Oslo, Israel - Tel Aviv (Teatrul Cameri), Slovenia - Ljubljana, Muntenegru - Podgorica, Egipt - Cairo - 100 de ani de relații diplomatice româno - egiptene, Budapesta - Teatrul Katona Jozeph, Republica Moldova - Chișinău, Festivalul „One man show"
- Turnee cu „Don Quijote", 2006: Berlin - Russisches Haus, Londra - Cadogan Hall, Paris - Espace Pierre Cardin, Bruxelles - Bozar, Madrid - Teatro Alcazar, Alcala de Henares - Teatro Cervantes, Viena - Akzent Theater [9]

### Nominalizări și premii
- Crucea Casei Regale a României înmânată de Majestatea Sa, Regele Mihai al României, 2009
- Marele Premiu la cea de-a VIII-a ediție a Festivalului Internațional de Monodramă din Bitola, Macedonia, 2006
- Premiul de excelență pentru „Maestru al teatrului românesc, ambasador al spiritului poporului român, folosind tăcerea ca limbaj universal”, acordat de firma olandeză Den Braven, 2006
- Premiul Aristizza Romanescu al Academiei Române pentru realizările din cinema și teatru (2003)[10]
- Premiul UNITER pentru teatru non-verbal, 2003
- Marele Premiu UNESCO pentru dezvoltare culturală - pentru promovarea artei scenice românești în străinătate (modalități de exprimare scenică), 2002
- Marele Premiu al Fundației „Anastasia”, 2002
- Ordinul Național Steaua României în grad de cavaler - pentru servicii excepționale în cultură, 2000
- Premiul UNITER acordat de Secția Română a Asociației Internaționale a Criticilor de Teatru pentru spectacolul Toujours l'amour, 1999
- Premiul pentru Teatru de Pantomimă acordat de secția română a Asociației Internaționale a Criticilor de Teatru - Fundația Teatrul XXI, 1997
- Premiul „Constantin Tănase” la Festivalul Umorului pentru rolul principal din Omul care a văzut moartea, 1997
- Premiul I la Festivalul de Film de la Costinești pentru spectacolul de pantomimă Jocul, 1987

### Poetica teatrului său
Dan Puric a promovat în calitatea sa de regizor un spectacol de teatru total, o sinteză a artelor dansului, costumului și mimicii, care amintește experimentele din perioada interbelică a marelui regizor francez Jean-Louis Barrault și teoria supramarionetei, formulată de regizorul și teoreticianul teatrului E. G. Craig, care s-a bucurat de notorietate în România și a corespuns cu activitatea regizorului român Haig Acterian.

## Filmografie
- Prea cald pentru luna mai (1984) - Ștefan
- Imposibila iubire (1984)
- Salutări de la Agigea (1984) - Sile
- Sosesc păsările călătoare (1985)
- Vară sentimentală (1986) - studentul Mircea Abrudan, fotbalist amator, fratele lui Vasile
- Primăvara bobocilor (1987) - Ermolai, președintele organizației de tineret din comună
- Pădurea de fagi (1987) - Mircea, iubitul Anei
- O vară cu Mara (1989) - Dinu Fericeanu
- Un studio în căutarea unei vedete (1989) - asistentul regizorului
- Tinerețe frântă (Broken Youth, 1991) - Cola, coproducție româno-sârbă
- Orient Express (2004) - contele rus Orlovski

## Televiziune
- Spectacole de pantomimă, transmise de: BBC Belfast Royal College, 3SAT Frankfurt, RTL Film
- Producție (regie) pentru televiziunea din Lausanne, Elveția
- 10 august 2007, prezent în emisiunea 100% moderatǎ de Robert Turcescu, având titlul România vǎzutǎ de Dan Puric.

## Publicistică

### Cine suntem
În 2008 a publicat, la editura Platytera din București, cartea Cine suntem, sau despre taina identității personale și comunitare trăită și exprimată în și prin persoana autorului 
Cartea începe cu îndemnul părintelui Iustin Pârvu Urmați-l, citiți-l și-l veți înțelege; are o prefață, Dan Puric, un apologet ortodox, semnată de Dan Ciachir, o postfață, Dan Puric, un foc nestins, semnată de Gheorghe Ceaușu, și conține zece capitole: Mătur poteca spre Biserică; Dragostea, mai presus de artă; Sensul vieții, al morții și al suferinței; Zodia supraviețuirii; Demnitate creștină; Cauză și efect; Cele trei priviri; Zece leproși; Cine suntem; Lumină de om și de neam românesc.

### Omul Frumos
În 2009 se lansează la editura "Lumina Tipo" din București o carte nouă: Omul Frumos.

### Fii demn!
Actorul si regizorul Dan Puric a lansat pe 15 noiembrie 2011 la Teatrul de pe Lipscani cel mai nou volum al sau, "Fii demn!". După "Omul frumos" și "Cine suntem", Dan Puric parcurge "o noua călătorie" în perimetrul demnității. Potrivit Radio Romania, cartea lui Dan Puric, structurată în șase capitole, scrisă la persoana întâi, este confesiunea unui om care se bucură de fiecare răsărit de soare și care, cu sensibilitate dar și cu luciditate, redescoperă, pentru sine și pentru oameni, reperele necesare oricărui român: mama, pământul și martirii neamului. Cartea are pe copertă fotografia mamei autorului.
Cu o scriitură simplă, dublată de umor și ironie, autorul cărții "Fii demn!" reconstruiește prin prisma unui demers personal o lume ce se caută pe sine, dar care, în esența ei, nu și-a pierdut simțul valorii și credința.

### Suflet românesc
Lansată pe 17 decembrie la Ateneul Român și pe 18 decembrie 2013 la Sala Dalles.
Colecțiile de interviuri și de conferințe, în care autorul ne prezintă fața curată a românului, marchează un moment important pentru cititor, acela de a-și pune întrebări firești despre rostul propriu, dar și despre calea acestui neam.

### Dulci. Jurnalul unui câine scris de un puric Dan
Lansată pe 15 mai 2015 la librăria "Diverta", cartea prezintă cu umor poveștile de viață ale oamenilor și câinilor, spuse de cățelușa labrador Dulci și de prietenul ei maidanez Astor.

### Să fii român!
Lansată pe 7 decembrie 2016, la Palatul Național al Copiilor . 

## Alte activități
A participat în 1996 la Chicago la al patrulea Congres Internațional de Educație al orașelor de limba franceză și engleză The Arts and Humanities as Agents for Social Change, unde a primit Premiul "Chicago Artists International Program".
Dan Puric a fost unul dintre semnatarii memoriului adresat Patriarhiei Bisericii Ortodoxe Române în 2006 în care se cerea BOR „să ia poziție oficială față de agenda tot mai agresivă pe care activiștii homosexuali o promovează în țara noastră [n.n. România] și, în special, față de manifestările publice ale acestora”. Semnatarii memoriului, printre care și Noua Dreaptă, încercau prin acesta să împiedice organizarea paradei LGBT, din cadrul festivalului GayFest din anul 2006. Mai mult, a fost depusă o acțiune în justiție pentru a suspenda autorizatia de organizare a marșului obținută de ACCEPT, însă fără succes, Curtea dând câștig de cauză activiștilor pentru drepturile comunității lesbienelor, homosexualilor, bisexualilor și transexualilor.
În data de 24 septembrie 2021, a susținut o conferință cu titlul „Biblioteca vie, povești de viață”, în cadrul celei de-a IV-a ediții a Târgului de Carte organizat de Biblioteca Județeană „I.A. Bassarabescu” din Giurgiu.

## Critici
„La cât e de inteligent și de angajat spiritual, aș fi așteptat să-l văd mai smerit, mai aproape de discursul unui mărturisitor decât de acela al unui gânditor amator. Dar mai e ceva: domnul Puric a adoptat o strategie pedagogică riscantă. Când vrei să educi pe cineva, nu începi prin a-l flata. Dacă vrei ca cineva să învețe ceva, nu-i spui mereu că n-are nimic de învățat. Or, domnul Puric încurajează un soi de legendarizare arbitrară a națiunii, din care rezultă că ea frizează desăvârșirea. Atunci la ce bun s-o mai dăscălești? Suntem unici, persecutați de tot mapamondul, singurii creștini adevărați, speranța lumii, gloria speciei! Asta e gândire de tip Becali. Domnul Puric n-ar trebui să facă posibile asemenea analogii.”—Andrei Pleșu 

## Colaborarea cu Securitatea
În anul 2010, în baza unei note de constatare întocmită de către Direcția de Specialitate din cadrul Consiliului Național pentru Studierea Arhivelor Securității s-a stabilit că Dan Puric a fost un colaborator al Securității. El a fost recrutat de către aceștia în martie 1976, pe vremea când avea doar 17 ani și era elev al Liceului de Arte Plastice „Nicolae Tonitza” din București, „în scopul supravegherii informative a elevilor”. Numele său de cod era „Cristian”.

## Distincții
- Ordinul național „Steaua României” în grad de Cavaler (1 decembrie 2000) „pentru realizări artistice remarcabile și pentru promovarea culturii, de Ziua Națională a României”[29]